# الكسندر ووكر أوغيلفي
الكسندر ووكر أوغيلفي (بالإنجليزية: Alexander Walker Ogilvie)‏ هو سياسي كندي، ولد في 7 مايو 1829، وتوفي في 31 مارس 1902 في مونتريال في كندا. حزبياً، نشط في حزب كندا المحافظ. وقد انتخب عضو الجمعية الوطنية في كيبك ‏ وانتخب عضو مجلس الشيوخ الكندي.